# Jane Catherine Ngila
Jane Catherine Ngila és una química kenyana, cap del Departament de Ciències Químiques de la Universitat de Johannesburg. La seva recerca se centra en l'aplicació de nanotecnologia per a la purificació de l'aigua. És Directora de l'Acció Executiva de l'Acadèmia Africana de Ciències i membre de l'Acadèmia de Ciències de Sud-àfrica.

## Carrera
Ngila va acbar la carrera l'any 1986 i un postgrau en química l'any 1992 a la Universitat Kenyatta a Nairobi, Kenya. Va obtenir la beca AIDAB/EMSS del govern australià. Ngila va obtenir el doctorat en química analítica de l'ambient a la Universitat de Nova Gal·les del Sud, Austràlia l'any 1996. Va començar la seva carrera de tutora en el departament de química de la Universitat Kenyatta l'any 1989, i es va convertir en professora l'any 1996. Després va treballar a la Universitat de Botswana (1998–2006) i després com a professora sènior a la Universitat de KwaZulu-Natal (2006–2011) abans d'obtenir una plaça de professora de química aplicada a la Universitat de Johannesburg l'any 2011. Ngila ha estat directora adjunta de l'Institut Morendat de Petroli i Gas (MIOG, per les seves sigles en anglès), de la Kenya Pipeline Company.

## Recerca
Un dels temes en què se centra la recerca de Ngila és la purificació de l'aigua utilitzant resines químiques i altres absorbents. Ngila és autora o coautora d'uns 150 articles. El seu índex h actual és de 23.

## Premis i guardons
- 2016 Permi Kwame Nkrumah per l'Excel·lència Científica de la Unió Africana[7]
- 2021 Premi L'Oréal-Unesco per a les dones i la ciència